# ADAM (proteína)

Diagrama de un ectodominio que arroja metaloproteasa ADAM.

Las ADAM (abreviatura de desintegrina y metaloproteinasa) son una familia de metaloproteasas transmembrana y secretadas de paso único. Todas las ADAM se caracterizan por una organización de dominios particular que incluye un dominio pro, una metaloproteasa, una desintegrina, un dominio rico en cisteína, un dominio similar al del factor de crecimiento epidérmico y un dominio transmembrana, así como una cola citoplásmica C-terminal. Sin embargo, no todas las ADAM humanas tienen un dominio de proteasa funcional, lo que indica que su función biológica depende principalmente de las interacciones proteína-proteína. Las ADAM que son proteasas activas se clasifican como sheddasas porque cortan o desprenden porciones extracelulares de proteínas transmembrana. Por ejemplo, la ADAM10 puede cortar parte del receptor HER2, activándolo. Los genes ADAM se encuentran en animales, coanoflagelados, hongos y algunos grupos de algas verdes. La mayoría de las algas verdes y todas las plantas terrestres probablemente hayan perdido las proteínas ADAM.
Las ADAM se clasifican en el grupo de enzimas EC 3.4.24.46 y en la familia de peptidasas MEROPS M12B. Para referirse a esta familia se han utilizado históricamente los términos adamalysina y familia MDC (similar a la metaloproteinasa, similar a la desintegrina, rica en cisteína).

## Miembros de la familia ADAM
| Proteína | Descripción |
| -------- | --- |
| ADAM1    | ADAM1 (fertilina α) es una subunidad de una glucoproteína heterodimérica integral de la membrana del esperma llamada fertilina, que desempeña un papel importante en las interacciones espermatozoides-óvulo. |
| ADAM2    | ADAM2 (fertilina β) es una subunidad de una glucoproteína heterodimérica integral de la membrana del esperma llamada fertilina, que desempeña un papel importante en las interacciones espermatozoides-óvulo. |
| ADAM7    | ADAM7 es una proteína transmembrana importante para la maduración de los espermatozoides en mamíferos . ADAM7 también se indica como: ADAM_7, ADAM-7, EAPI, GP-83 y GP83. |
| ADAM8    | La proteína ADAM8 codificada por este gen puede estar involucrada en la adhesión celular durante la neurodegeneración . |
| ADAM9    | La proteína ADAM9 codificada por este gen interactúa con proteínas que contienen el dominio SH3, se une a la proteína 2 beta deficiente en detención mitótica y también participa en la eliminación del ectodominio inducido por TPA del factor de crecimiento similar a EGF de unión a heparina anclado a la membrana.                                                                        |
| ADAM10   | ADAM10 (EC #: 3.4.24.81) es una sheddase y tiene una amplia especificidad para las reacciones de hidrólisis de péptidos. |
| ADAM11   | El gen ADAM11 representa un gen supresor de tumores candidato para el cáncer de mama humano basado en su ubicación dentro de una región mínima del cromosoma 17q21 previamente definida por mapeo de deleción de tumores. |
| ADAM12   | ADAM12, una metaloproteasa que se une a la proteína 3 de unión al factor de crecimiento de la insulina (IGFBP-3), parece ser un marcador temprano eficaz del síndrome de Down. |
| ADAM15   | A través de su dominio similar a la desintegrina, esta proteína interactúa específicamente con la cadena beta de la integrina, beta 3 . También interactúa con las proteínas tirosina quinasas de la familia Src de una manera dependiente de la fosforilación, lo que sugiere que esta proteína puede funcionar en la adhesión célula-célula así como en la señalización celular.             |
| ADAM17   | Se entiende que ADAM17 está involucrado en el procesamiento del factor de necrosis tumoral alfa ( TNF-α ) en la superficie de la célula y desde el interior de las membranas intracelulares de la red trans-Golgi . ADAM17 también tiene un papel en la eliminación de L-selectina, una molécula de adhesión celular .                                                                         |
| ADAM18   | La proteína codificada por este gen es una proteína de la superficie del esperma. Sinónimo de ADAM27. |
| ADAM19   | Este miembro es una proteína transmembrana de tipo I y sirve como marcador para la diferenciación de células dendríticas. También se ha demostrado que es una metaloproteinasa activa, que puede estar implicada en procesos fisiológicos y patológicos normales como la migración celular, la adhesión celular, las interacciones célula-célula y célula-matriz y la transducción de señales. |
| ADAM20   | Expresado exclusivamente en los testículos. |
| ADAM21   | Nota: Sinónimo de ADAM31. |
| ADAM22   | Este gen está altamente expresado en el cerebro y puede funcionar como ligando de integrina en el cerebro. |
| ADAM23   | Este gen está altamente expresado en el cerebro y puede funcionar como ligando de integrina en el cerebro. |
| ADAM28   | La proteína codificada por este gen es una proteína ADAM expresada por linfocitos. |
| ADAM29   | |
| ADAM30   | |
| ADAM33   | Esta proteína es una proteína transmembrana de tipo I implicada en el asma y la hiperreactividad bronquial . |

## Medicamento
Los inhibidores terapéuticos de ADAM podrían potenciar la terapia contra el cáncer.